# Felipe Cazals Siena
Felipe Cazals Siena (Ciutat de Mèxic, 28 de juliol de 1937 - 16 d'octubre de 2021) fou un director, guionista i productor de cinema mexicà, diverses vegades guardonat amb el Premi Ariel. Va rebre el Os de Plata al Festival Internacional de Cinema de Berlín per Canoa i la Conquilla de Plata al millor director en l'edició 1985 del Festival Internacional de Cinema de Sant Sebastià, per Los motivos de Luz.

## Biografia
Felipe Cazals ingressà al Liceo Franco-Mexicano, i als pocs mesos fou enviat a la Universidad Militar Latinoamericana (UMLA) a la colònia San Ángel. Una beca li va permetre viatjar a França, on va ingressar a l'Institut des hautes études cinématographiques (incorporat des de 1986 a la Fémis, fundada aquest any) a París. Va tornar a Mèxic, on va realitzar alguns curtmetratges per a La hora de Bellas Artes. Va fundar amb Arturo Ripstein, Rafael Castañedo i Pedro F. Miret, el grup Cine Independiente, i va produir La hora de los niños, d'Arturo Ripstein, i la seva pròpia pel·lícula Familiaridades.
El 1970 va presentar la seva opera prima Emiliano Zapata, i a mitjan els setanta va filmar tres de les més importants pel·lícules de la cinematografia mexicana: Canoa, El apando i Las poquianchis. A la dècada de 1980 va filmar Bajo la metralla, Los motivos de Luz, El tres de copas i Las inocentes. A partir de l'any 2000 filma Su Alteza Serenísima, Digna... hasta el último aliento, Las vueltas del citrillo i, a Durango, el 2009, Chicogrande.
En la secció Panorama del 54è Festival Internacional de Cinema de Berlín participa amb el documental Digna, hasta el último aliento, i en el 2004 va rebre el Mayahuel de Plata que li va atorgar la Mostra de Cinema Mexicà i Iberoamericà a Guadalajara, així com el Premi-Homenatge del 7è Festival Internacional de Curtmetratge Expressió en Curt de Guanajuato i la Medalla de Plata de la Filmoteca UNAM. En l'edició 2010 del Festival Internacional de Cinema de Sant Sebastià va inaugurar la secció oficial amb Chicogrande.
En el 2008, se li va lliurar el Premi Nacional de Ciències i Arts 2007 en el camp de les Belles arts.
La Universitat Autònoma de Sinaloa (UAS) i el Govern de l'Estat de Sinaloa van signar, al febrer del 2012, un conveni de coproducció amb la Productora Cuatro Soles Films, amb l'objectiu d'establir els termes per a la filmació del llargmetratge cinematogràfic titulat Ciudadano Buelna,on es descriu la vida i obra del general Rafael Buelna Tenorio, icona d'aquesta casa d'estudis i del estat de Sinaloa.

## Pel·lícules (com a director)
- Ciudadano Buelna (2012)
- Chicogrande (2009)
- Las vueltas del citrillo (2006)
- Digna...hasta el último aliento (2004)
- Su alteza serenísima (2000)
- Kino: la leyenda del padre negro (1993)
- Burbujas de amor (1991)
- Desvestidas y alborotadas (1991)
- Las inocentes (1988)
- La furia de un dios (1987)
- El tres de copas (1986)
- Los motivos de Luz (1985)
- Bajo la metralla (1982)
- Las siete cucas (1981)
- El gran triunfo (1981)
- Rigo es amor (1980)
- El año de la peste (1978) (direcció i producció)
- La güera Rodríguez (1977)
- Las Poquianchis (1976)
- El apando (1975)
- Canoa (1975)
- Los que viven donde sopla el viento suave (1973) (documental)
- Aquellos años (1972)[3]
- El jardín de la tía Isabel (1971)
- Emiliano Zapata (1970)
- Familiaridades (1969)
- La manzana de la discordia (1968) (documental)
- Que se callen... (1965) (documental)
- Leonora Carrington o el sortilegio irónico (1965) (documental)